# Ас-саляму алейкум
Ас-саля́му але́йкум (араб. السَّلَامُ عَلَيْكُمْ‎ — «мир вам»), тасли́м (التَّسْلِيمُ‎), сам‘ала (السَّمْعَلَةُ‎) — арабское приветствие, укоренившееся в исламе и используемое мусульманами разных национальностей, его также используют арабы-христиане и арабские евреи. Эквивалент слова «здравствуйте». В ответ на это приветствие традиционно отвечают ва алейкуму-с-салям (وَعَلَيْكُمُ السَّلَامُ‎ — «и вам мир»).

## О приветствии в Коране и Сунне
Согласно Корану, мусульмане обязаны отвечать на таслим, используя не меньше слов, чем тот, кто поприветствовал первым: 

Когда вас приветствуют, отвечайте ещё лучшим приветствием или тем же самым. Воистину, Аллах подсчитывает всякую вещь.

Оригинальный текст (ар.)وَإِذَا حُيِّيتُم بِتَحِيَّةٍ فَحَيُّوا۟ بِأَحْسَنَ مِنْهَا أَوْ رُدُّوهَا إِنَّ ٱللَّٰهَ كَانَ عَلَىٰ كُلِّ شَيْءٍ حَسِيبًا— ан-Ниса 4:86 (Кулиев)
Сунна пророка Мухаммеда и юридические труды, посвящённые взаимоотношению мусульман и не-мусульман, говорят о том, что таслим предназначен для обращения среди людей Писания. В одном из хадисов пророк говорит: «Когда люди Писания вас приветствуют словами ас-са̄му ‘аляйкум (вместо ас-саля̄му ‘аляйкум), то отвечайте: ва-‘аляйкум».

## Склонение таслима
Таслим обычно употребляется во втором лице мужского рода во множественном числе, даже когда он адресован одному человеку. Его можно изменить, выбрав подходящее энклитическое местоимение для обращения к человеку в мужской и женской форме единственного числа, двойственной форме или женской форме множественного числа. Спряжения следующие (примечание: согласно стандартным правилам произношения классического арабского языка, последняя краткая гласная в каждом слове не произносится в паузе):
| Род               | Таслим                       | Отклик                       |
| ----------------- | ---------------------------- | ---------------------------- |
| Ед. ч. м. р.      | ٱلسَّلَامُ عَلَيْكَ                  | وَعَلَيْكَ ٱلسَّلَامُ                 |
| Ед. ч. м. р.      | [as.sa.laː.mu ʕa.lajk]       | [wa.ʕa.laj.ka‿s.sa.laːm]     |
| Ед. ч. м. р.      | ас-саля̄му ‘аляйкя            | ва-‘аляйкя с-саля̄му          |
| Ед. ч. ж. р.      | ٱلسَّلَامُ عَلَيْكِ                  | وَعَلَيْكِ ٱلسَّلَامُ                 |
| Ед. ч. ж. р.      | [as.sa.laː.mu ʕa.lajk]       | [wa.ʕa.laj.ki‿s.sa.laːm]     |
| Ед. ч. ж. р.      | ас-саля̄му ‘аляйки            | ва-‘аляйки с-саля̄му          |
| Дв. ч. м. и ж. р. | ٱلسَّلَامُ عَلَيْكُمَا                | وَعَلَيْكُمَا ٱلسَّلَامُ               |
| Дв. ч. м. и ж. р. | [as.sa.laː.mu ʕa.laj.ku.maː] | [wa.ʕa.laj.ku.maː‿s.sa.laːm] |
| Дв. ч. м. и ж. р. | ас-саля̄му ‘аляйкума̄          | ва-‘аляйкума̄ с-саля̄му        |
| Мн. ч. м. р.      | ٱلسَّلَامُ عَلَيْكُمْ                 | وَعَلَيْكُمُ ٱلسَّلَامُ                |
| Мн. ч. м. р.      | [as.sa.laː.mu ʕa.laj.kum]    | [wa.ʕa.laj.ku.mu‿s.sa.laːm]  |
| Мн. ч. м. р.      | ас-саля̄му ‘аляйкуму          | ва-‘аляйкуму с-саля̄му        |
| Мн. ч. ж. р.      | ٱلسَّلَامُ عَلَيْكُنَّ                 | وَعَلَيْكُنَّ ٱلسَّلَامُ                |
| Мн. ч. ж. р.      | [as.sa.laː.mu ʕa.laj.kun]    | [wa.ʕa.laj.kun.na‿s.sa.laːm] |
| Мн. ч. ж. р.      | ас-саля̄му ‘аляйкунна         | ва-‘аляйкунна с-саля̄му       |

Вариант от третьего лица, ‘аляйхи с-саля̄м, «мир ему», часто используется мусульманами для обозначения пророков, отличных от Мухаммеда, и прочих святых, ангелов, либо же непорочных имамов.

## Другие виды приветствия
- Саля̄м[1] (سَلَام‎ — «мир») — в последнее время в странах со смешанным населением, исповедующим разные религии, но преобладающим исламом, используют не «ас-саля́му але́йкум», а именно укороченное приветствие «саля́м», причём и люди других религий здороваются с мусульманами и между собой укороченным вариантом.
- Ас-саля̄му ‘аляйкуму ва-рах̣мату -Лля̄хи (اَلسَّلَامُ عَلَيْكُمْ وَرَحْمَةُ ٱللَّٰهِ‎ — «мир вам и милость Божья) — форма приветствия, означающая «мир вам и милость Аллаха»[1].
- Ас-саля̄му ‘аляйкуму ва-рах̣мату -Лля̄хи ва-баракя̄туху (اَلسَّلَامُ عَلَيْكُمْ وَرَحْمَةُ ٱللَّٰهِ وَبَرَكَاتُهُ‎ — «мир вам и милость Божья и Его благословение») — форма приветствия, означающая «мир вам, милость Аллаха и Его благословение»[1].
- Ва-‘аляйкуму с-саля̄му ва-рах̣мату -Лля̄хи ва-баракя̄туху (وَعَلَيْكُمُ ٱلسَّلَامُ وَرَحْمَةُ ٱللَّٰهِ وَبَرَكَاتُهُ‎ — «и вам мир и милость Божья и Его благословение») — форма ответа на приветствие, означающая «и вам мир, милость Аллаха и Его благословение».

## Положения, связанные с приветствием
Перед тем как поприветствовать людей в мечети, мусульмане должны совершить молитву тахияту ль-масджид («приветствие мечети»).
Мусульманам нельзя приветствовать:
- мужчинам — незнакомых девушек, молодых женщин;
- совершающего молитву или поминание Аллаха;
- читающего Коран или произносящего проповедь;
- призывающего к молитве муэдзина;
- принимающего пищу или справляющего естественную нужду;
- совершающего грех[3].

Первыми должны приветствовать: младший — старшего, горожанин — сельского жителя, всадник — пешего, стоящий — сидящего, хозяин — прислугу, отец — сына, мать — свою дочь.